# Lizonia baldinii
Lizonia baldinii är en svampart som först beskrevs av Pirotta, och fick sitt nu gällande namn av Döbbeler 1978. Lizonia baldinii ingår i släktet Lizonia och familjen Pseudoperisporiaceae.  Arten är reproducerande i Sverige. Inga underarter finns listade i Catalogue of Life.